# Municipio de Geneva (Illinois)
El municipio de Geneva (en inglés: Geneva Township) es un municipio ubicado en el condado de Kane en el estado estadounidense de Illinois. En el año 2010 tenía una población de 26552 habitantes y una densidad poblacional de 626,37 personas por km².

## Geografía
El municipio de Geneva se encuentra ubicado en las coordenadas 41°52′50″N 88°19′24″O / 41.88056, -88.32333. Según la Oficina del Censo de los Estados Unidos, el municipio tiene una superficie total de 42.39 km², de la cual 41.68 km² corresponden a tierra firme y (1.68%) 0.71 km² es agua.

## Demografía
Según el censo de 2010, había 26552 personas residiendo en el municipio de Geneva. La densidad de población era de 626,37 hab./km². De los 26552 habitantes, el municipio de Geneva estaba compuesto por el 94.56% blancos, el 0.53% eran afroamericanos, el 0.1% eran amerindios, el 2.26% eran asiáticos, el 0.02% eran isleños del Pacífico, el 1.16% eran de otras razas y el 1.36% pertenecían a dos o más razas. Del total de la población el 5% eran hispanos o latinos de cualquier raza.